# スピード狂
『スピード狂』（原題：MUTTS ABOUT RACING）は、アメリカ合衆国の映画会社、メトロ・ゴールドウィン・メイヤー（MGM)社に所属していたアニメーターのマイケル・ラーによる作品。1958年4月4日に公開された。
イソップ寓話『ウサギとカメ』のカーレース版である。
日本ではTBS版『トムとジェリー』の短編に挟まれるかたちで、順番にテレビ放映された。

## あらすじ
10万ドルの賞金をかけたグランプリレースを争うドルーピーとブルドッグのブッチ。ブッチの車は全体がエンジンという優れもの。対するドルーピーの車はぜんまい仕掛けのまるでおもちゃのような車。スタートと同時にブッチの車は猛スピードで駆け抜け、あっという間に彼方へ消えていく。対するドルーピーの車はのっけからぜんまいが切れる始末。勝敗は決まったかに見えた。ところがそのまま走っていれば余裕で勝てるはずのブッチは途中で車を度々停め、ハンバーガー店に入っている間にドルーピーに抜かれたり、ドルーピーを邪魔するために色々な仕掛けをするもことごとく失敗したりするなど、不真面目で余計なことをしているのでレースは混戦となる。追いすがるドルーピーを何とかしようと悪知恵を企んだブッチは、道路を描いた看板をドルーピーの行く手に立て、そこにまんまと入り込んだドルーピーを看板ごと谷底に落とす。ところがこれで勝利は間違いないと油断したブッチは、運転の手を抜き、海辺で若い女性と戯れてしまう始末。そんなブッチの耳に入ってきたのは「ドルーピーの優勝確実とのニュース」。何とかドルーピーに追いすがり、ついにはドルーピーを抜き返したブッチ。ところがここでドルーピーを侮辱するしぐさをし、脇見運転となったブッチは「DEAD END（行き止まり）」の標識を見落とす。もちろん車は大破しブッチは病院送りに。結局、最後まで真面目にレースを続けたドルーピーの勝利。勝利のコメントは「やっぱり安全運転が一番ですね」であった。その生中継を病室のテレビで見ていたブッチは自分が負けた悔しさとドルーピーの勝利に納得いかず激怒し暴れ出すが、そのはずみで気絶してしまう。そんな彼をよそに賞金を数えるドルーピー。そして、気絶したブッチの無残な姿も気にせず、挙句に彼の舌を自分の舌の代わりに賞金を数えるドルーピーだった。

## 登場キャラクター
ドルーピー
愛車は「プラモ8号」。名前のとおりおもちゃのような車でぜんまい仕掛け。葉巻に火を点けるライターにもなる。実は爆破された橋を谷底に車輪を伸ばして渡ったり、エンジンを抜かれてもそのまま走ったり、ブッチが描いたトンネルを通過できたりする高性能を誇る。ドルーピー自身は紳士的で、車がパンクして泣いている女性（実はブッチが変装）を助けると共に、ライバルのブッチが仕掛けた妨害をものともせず「（交通ルールを遵守した）我が道を行く真面目な運転」を最後まで貫き見事優勝。優勝選手インタビューでは勝利の秘訣として「やはり安全運転が一番」と答え、最後はブッチの舌をテレビ画面越しに触って獲得賞金の金額を数えた。「ウサギとカメ」のカメ役。
ブッチ（スパイク）
愛称は「命知らずのブッチ」。愛車は「マッハ・スペシャル号」。運転席のスイッチ操作で「レーシングカー」・「タウンカー（セダン）」2モードへ切り換えられる（レース中に右後輪がパンクし立ち往生したため、自ら「車の仕組みに疎い女性」へ変装したのちセダンモードへ切換）。レース本番ではお約束どおりのお馬鹿ぶりを発揮。最後は行き止まりの道へ突っ込む自損事故を起こして病院送りとなり、病室のテレビでグランプリレース生中継を視聴。ドルーピーの勝利に怒って暴れた末に気絶し、テレビ画面越しで彼の舌が賞金を数えるドルーピーの道具にされてしまう。「ウサギとカメ」のウサギ役。
浜辺でくつろぐ女性
サングラスをかけ、デッキチェアに座ってくつろいでいるところへブッチが訪れ、「自分は10万ドルを持っている」と話しかけられるが、その時に点けていたラジオは「グランプリレースはドルーピーの優勝確実」とのニュースを報じた（ブッチはこれに焦り大急ぎで車を走らせるも、最後は行き止まりの道へ突っ込む自損事故を起こし病院送りとなる）。
牛
牧場で飼育されている乳牛。牧場内を横切る公道を横断中にブッチの車が（「牛の横断に注意」標識を見落とし）突っ込んできたため、ブッチの頭上へ覆いかぶさり鳴き声を上げた。

## スタッフ
- 監督 - マイケル・ラー
- 制作総括 - ウィリアム・ハンナ、ジョセフ・バーベラ
- アニメーション制作 - アーヴ・スペンス、ハーマン・コーエン、ビル・シーペック、ディック・ビッケンバッハ、カール・ヴィンチ、ケン・サウスワース
- レイアウト - エド・ビーンディクト
- 背景 - フェルナンド・モンテアレグレ
- 脚本 - ホーマー・ブライトマン
- 音楽 - スコット・ブラッドリー

## 関連事項
- マイケル・ラー
- ドルーピー
- トムとジェリー
  - トムとジェリー テイルズ
    - 夢の豪邸づくり - 2007年3月3日発表。本作の豪邸建設版。宝くじが高額当せんしたトムとジェリーがその賞金を山分けしてそれぞれ豪邸を建てるが、トムはジェリーに勝ちたい野望を抱くあまり、雇った業者へカスハラを繰り返すなど我田引水したうえ・作業の邪魔をして建設途上の新居を壊したため、追加公費支払いで賞金を使い果たし、結局豪邸を持てずに終わった。一方ジェリーは作業の邪魔をせず黙って見守ったため、無事に念願の豪邸を持つことができた。
- グランプリ (モータースポーツ)
- ウサギとカメ
- メトロ・ゴールドウィン・メイヤー